# 芭比塔
芭比塔（英語：Babita，1948年4月20日—）是一位印度宝莱坞女演员。她是印度演员、导演拉兹·卡普尔的媳婦，演员蘭迪·卡浦爾的妻子。她的两个女兒卡麗詩瑪和卡琳娜均是宝莱坞知名女星。她的父亲哈里（Hari Shivdasani）是一名信德族演員，母亲Barbara則是英国人。她的表姐薩丹娜·史夫達山尼也是活跃于60和70年代的宝莱坞演员。
自1966年出道以來，芭比塔共拍攝了19部電影。1971年結婚後在1973年息影。